# 1989 w filmie
Wydarzenia filmowe w 1989 roku.

## Premiery

### Filmy polskie
| Data            | Tytuł filmu                         | Kraj   | Reżyseria               | Obsada |
| --------------- | ----------------------------------- | ------ | ----------------------- | --- |
| 9 stycznia      | Pan Samochodzik i praskie tajemnice | /      | Kazimierz Tarnas        | Marek Wysocki, Libuše Kaprálová, Jana Nagyová, Otakar Brousek, Leon Niemczyk                                                                       |
| 16 stycznia     | Obywatel Piszczyk                   | Polska | Andrzej Kotkowski       | Jerzy Stuhr, Maria Pakulnis, Krzysztof Zaleski, Kazimierz Kaczor                                                                                   |
| 27 stycznia     | Łabędzi śpiew                       | Polska | Robert Gliński          | Jan Peszek, Grażyna Barszczewska, Bogdan Baer, Jolanta Piętek-Górecka                                                                              |
| 10 lutego       | Na srebrnym globie                  | Polska | Andrzej Żuławski        | Andrzej Seweryn, Jerzy Trela, Grażyna Dyląg, Waldemar Kownacki, Iwona Bielska, Jerzy Grałek                                                        |
| 12 lutego       | Labirynt                            | Polska | Andrzej Stefan Kałuszko | Cezary Morawski, Monika Orłoś-Doroz, Małgorzata Pieczyńska, Tomasz Budyta                                                                          |
| 20 lutego       | Oszołomienie                        | Polska | Jerzy Sztwiertnia       | Władysław Kowalski, Maria Pakulnis, Marzena Trybała, Krzysztof Kolberger                                                                           |
| 20 marca        | Męskie sprawy                       | Polska | Jan Kidawa-Błoński      | Karolina Czernicka, Jerzy Bińczycki, Maciej Robakiewicz, Krzysztof Kowalewski                                                                      |
| 31 marca        | Piłkarski poker                     | Polska | Janusz Zaorski          | Janusz Gajos, Marian Opania, Mariusz Dmochowski, Małgorzata Pieczyńska                                                                             |
| 3 kwietnia      | Dotknięci                           | Polska | Wiesław Saniewski       | Piotr Fronczewski, Ewa Błaszczyk, Ewa Wiśniewska, Joanna Trzepiecińska, Zbigniew Zamachowski                                                       |
| 10 kwietnia     | Desperacja                          | Polska | Zbigniew Kuźmiński      | Krzysztof Ibisz, Maria Krawczyk, Janusz Zakrzeński, Leszek Zdybał                                                                                  |
| 24 kwietnia     | Co lubią tygrysy                    | Polska | Krzysztof Nowak         | Krzysztof Kowalewski, Wojciech Pokora, Anna Chodakowska, Dorota Kamińska                                                                           |
| 8 maja          | Schodami w górę, Schodami w dół     | Polska | Andrzej Domalik         | Jan Nowicki, Maciej Robakiewicz, Anna Dymna, Krzysztof Bednarski, Maria Pakulnis                                                                   |
| 22 maja         | Sztuka kochania                     | Polska | Jacek Bromski           | Piotr Machalica, Joanna Trzepiecińska, Anna Romantowska, Wiktor Zborowski                                                                          |
| 22 czerwca      | Penelopy                            | Polska | Bohdan Poręba           | Jana Švandová, Eva Vejmělková, Monika Marciniak, Stanisław Niwiński, Marek Wysocki                                                                 |
| 26 czerwca      | Światło odbite                      | Polska | Andrzej Titkow          | Zbigniew Konopka, Mariusz Bonaszewski, Jolanta Olszewska, Katarzyna Tatarak                                                                        |
| 18 sierpnia     | Konsul                              | Polska | Mirosław Bork           | Piotr Fronczewski, Maria Pakulnis, Krzysztof Zaleski, Jerzy Bończak, Janusz Bukowski                                                               |
| 25 sierpnia     | Stan strachu                        | Polska | Janusz Kijowski         | Wojciech Malajkat, Anna Majcher, Henryk Talar, Monika Niemczyk, Joanna Trzepiecińska                                                               |
| 25 sierpnia     | Stan wewnętrzny                     | Polska | Krzysztof Tchórzewski   | Krystyna Janda, Jadwiga Jankowska-Cieślak, Janusz Gajos, Jan Englert, Marian Opania                                                                |
| 11 września     | Gdzieśkolwiek jest, jeśliś jest...  | /      | Krzysztof Zanussi       | Julian Sands, Renee Soutendijk, Maciej Robakiewicz, Tadeusz Bradecki, Joachim Król                                                                 |
| 29 września     | Jeniec Europy                       | /      | Jerzy Kawalerowicz      | Roland Blanche, Vernon Dobtcheff, Didier Flamand, François Berléand, Ronald Guttman                                                                |
| 7 października  | Alchemik                            | Polska | Jacek Koprowicz         | Olgierd Łukaszewicz, Michał Bajor, Joanna Szczepkowska, Marek Obertyn                                                                              |
| 9 października  | Kornblumenblau                      | Polska | Leszek Wosiewicz        | Adam Kamień, Marcin Troński, Piotr Skiba, Krzysztof Kolberger, Wiesław Wójcik                                                                      |
| 16 października | Żelazną ręką                        | Polska | Ryszard Ber             | Jerzy Kryszak, Krzysztof Jasiński, Krzysztof Kolberger, Wojciech Alaborski, Marcin Troński                                                         |
| 23 października | Stan posiadania                     | Polska | Krzysztof Zanussi       | Krystyna Janda, Maja Komorowska, Artur Żmijewski, Andrzej Łapicki                                                                                  |
| 27 października | Ostatni dzwonek                     | Polska | Magdalena Łazarkiewicz  | Zbigniew Suszyński, Agnieszka Kowalska, Aleksander Bednarz, Henryk Bista, Jacek Wójcicki                                                           |
| 30 października | 300 mil do nieba                    | /      | Maciej Dejczer          | Wojciech Klata, Rafał Zimowski, Kama Kowalewska, Jadwiga Jankowska-Cieślak, Andrzej Mellin                                                         |
| 30 października | Długa noc                           | Polska | Janusz Nasfeter         | Anna Ciepielewska, Ryszarda Hanin, Jolanta Wołłejko, Józef Duriasz, Ludwik Pak                                                                     |
| 6 listopada     | Lawa                                | Polska | Tadeusz Konwicki        | Gustaw Holoubek, Jolanta Piętek-Górecka, Artur Żmijewski, Teresa Budzisz-Krzyżanowska                                                              |
| 20 listopada    | Galimatias, czyli kogel-mogel II    | Polska | Roman Załuski           | Grażyna Błęcka-Kolska, Ewa Kasprzyk, Zdzisław Wardejn, Katarzyna Łaniewska Małgorzata Lorentowicz, Jerzy Turek, Dariusz Siatkowski, Jerzy Rogalski |
| 27 listopada    | Czarny wąwóz                        | /      | Janusz Majewski         | Olaf Lubaszenko, Petr Čepek, Anna Majcher, Michał Pawlicki, Adam Ferency                                                                           |
| 1 grudnia       | Ostatni prom                        | Polska | Waldemar Krzystek       | Krzysztof Kolberger, Agnieszka Kowalska, Dorota Segda, Ewa Wencel, Artur Barciś                                                                    |
| 13 grudnia      | Przesłuchanie                       | Polska | Ryszard Bugajski        | Krystyna Janda, Janusz Gajos, Adam Ferency, Anna Romantowska                                                                                       |
| 18 grudnia      | Powrót wabiszczura                  | Polska | Zbigniew Rebzda         | Tadeusz Paradowicz, Jana Švandová, Hanna Stankówna, Leon Niemczyk, Kazimierz Meres                                                                 |

### Filmy zagraniczne
- Coming Out – reż. Heiner Carow
- Czuły barbarzyńca (Něžný barbar) – reż. Petr Koliha
- Do zobaczenia rano (See You in the Morning) – reż. Alan J. Pakula
- Franciszek (Francesco) – reż. Liliana Cavani
- Looking for Langston – reż. Isaac Julien
- Powrót do przyszłości II – reż. Robert Zemeckis
- Stowarzyszenie Umarłych Poetów (Dead Poets Society) – reż. Peter Weir
- Toxic Avenger II – reż. Lloyd Kaufman
- Toxic Avenger III: The Last Temptation of Toxie – reż. Lloyd Kaufman
- Wujaszek Buck (Uncle Buck) – reż. John Hughes
- Zabójcza broń 2 – reż. Richard Donner
- Człowiek ze złotym pistoletem (The Man with the Golden Gun) – reż. Guy Hamilton
- Batman – reż. Tim Burton
- Gunhed

## Nagrody filmowe

### Oskary
- Najlepszy film – Wożąc panią Daisy (Driving Miss Daisy)
- Najlepszy aktor – Daniel Day-Lewis Moja lewa stopa (My Left Foot)
- Najlepsza aktorka – Jessica Tandy Wożąc panią Daisy (Driving Miss Daisy)
- Wszystkie kategorie: Oskary w roku 1989

### Festiwal w Cannes
- Złota Palma: Steven Soderbergh – Seks, kłamstwa i kasety wideo (Sex, Lies, and Videotape)

### Festiwal w Berlinie
- Złoty Niedźwiedź: Barry Levinson – Rain Man, Isaac Julien – Looking for Langston

### Festiwal w Wenecji
- Złoty Lew: Hou Hsiao-hsien – Miasto smutku

### XIVFestiwal Polskich Filmów Fabularnych
- nie powołano jury i nie przyznano nagród głównych

## Urodzili się
- 16 lutego – Lizzie Olsen, amerykańska aktorka
- 17 lutego – Antoni Królikowski, polski aktor
- 11 marca – Anton Yelchin, amerykański aktor
- 22 lipca – Yon Tomarkin, izraelski aktor
- 23 lipca – Daniel Radcliffe, brytyjski aktor
- 21 sierpnia – Hayden Panettiere, amerykańska aktorka

## Zmarli
- 3 lutego – John Cassavetes, amerykański aktor i reżyser (ur. 1929)
- 26 kwietnia – Lucille Ball, amerykańska aktorka (ur. 1911)
- 20 czerwca – Teresa Badzian, polska reżyser i scenarzystka filmów animowanych (ur. 1929)
- 11 lipca – sir Laurence Olivier, angielski aktor (ur. 1907)
- 8 września – Zofia Dybowska-Aleksandrowicz, polska reżyser dubbingu (ur. 1928)
- 6 października – Bette Davis, amerykańska aktorka (ur. 1908)
- 13 października – Halina Bielińska, polska reżyser i scenograf (ur. 1914)
- 20 października – Anthony Quayle, amerykański aktor (ur. 1913)
- 11 grudnia – Lindsay Crosby, amerykański piosenkarz i aktor (ur. 1938)
- 16 grudnia:
  - Silvana Mangano, włoska aktorka (ur. 1930)
  - Lee Van Cleef, amerykański aktor (ur. 1925)